# Mika Erywań (szachy)
Mika Erywań – armeński klub szachowy z siedzibą w Erywaniu, trzykrotny mistrz kraju, zdobywca Pucharu Europy kobiet w 2006 roku.

## Historia
Klub wygrał pierwszą edycję mistrzostw Armenii w 2005 roku, powtarzając to osiągnięcie jeszcze w 2008 i 2009 roku. W 2005 roku zespół zadebiutował ponadto w Pucharze Europy kobiet, uzyskując wówczas dziewiąte miejsce. W następnym sezonie klub zwyciężył z AWS Krasnoturjinsk, FINEK Petersburg, ŠK Internet-CG Podgorica, Ekonomistem-SGSEU Saratów i Herzliya Chess Club oraz zremisował z Energy-investi Sakartwelo i Jużnym Urałem Czelabińsk, triumfując w klasyfikacji. W składzie drużyny znajdowały się wówczas Maia Cziburdanidze, Elina Danielian, Nino Churcidze i Nelli Aghinian. W 2007 roku Mika Erywań zajął trzecie miejsce w Pucharze Europy kobiet. W następnym roku klub zadebiutował w Pucharze Europy mężczyzn, uzyskując 12. miejsce. W sezonie 2009 klub zajął drugie miejsce w tych rozgrywkach, za Ekonomistem SGSEU Saratów. Armeński klub wygrał wówczas z Borgerhoutse SK, SzSM-64 Moskwa, PVK Kijów, OSG Baden-Baden, Urałem Jekaterynburg i Alkaloidem Skopje, a przegrał jedynie z późniejszym triumfatorem rozgrywek. Kadrę drużyny stanowili wówczas Lewon Aronian, Wladimir Hakopian, Gabriel Sarksjan, Arman Paszikian, Zawen Andriasjan i Tigran L. Petrosjan. W latach 2010–2011 klub zajmował trzecie miejsce w Pucharze Europy kobiet, a w 2012 roku został sklasyfikowany na drugiej pozycji. W 2013 roku klub po raz ostatni uczestniczył w europejskich rozgrywkach.

## Arcymistrzowie w historii klubu
- Aszot Anastasjan[8]
- Zawen Andriasjan[8]
- Lewon Aronian[9]
- Magnus Carlsen[9]
- Maia Cziburdanidze[10]
- Elina Danielian[10]
- Baadur Dżobawa[8]
- Boris Gelfand[9]
- Awetik Grigorjan[9]
- Wladimir Hakopian[9]
- Dronavalli Harika[10]
- Robert Howhannisjan[9]
- Kateryna Łahno[8]
- Hrant Melkumian[9]
- Ara Minasjan[8]
- Artaszes Minasjan[8]
- Arman Paszikian[8]
- Tigran L. Petrosjan[8]
- Gabriel Sarksjan[8]
- Zhu Chen[10]